# Hradčany (okres Brno-venkov)
Hradčany (v horském nářečí Račane) jsou obec v okrese Brno-venkov v Jihomoravském kraji. Rozkládají se v Boskovické brázdě, přibližně 3 kilometry jihovýchodně od Tišnova, v katastrálním území Hradčany u Tišnova. Žije zde 680 obyvatel.
Okrajové části katastru obce jsou využívány k rekreaci. Ke sportu se využívají tenisové kurty, fotbalové hřiště, zimní kluziště.

## Název
Na vesnici bylo přeneseno původní pojmenování jejích obyvatel hradčěné, které znamenalo buď "lidé z Hradce" (lidé, kteří odtamtud přišli) nebo "lidé povinní službou u hradu". V tomto případě je pravděpodobná druhá možnost, neboť nad vsí stával hrad (neznámého jména).

## Historie
První písemná zmínka o obci pochází z roku 1397. Obec se začala rozvíjet kolem velkostatku, který patřil klášteru Porta coeli a měla zemědělský charakter. V letech 1980–1990 byly Hradčany součástí Tišnova.

## Obyvatelstvo
| Rok            | 1869 | 1880 | 1890 | 1900 | 1910 | 1921 | 1930 | 1950 | 1961 | 1970 | 1980 | 1991 | 2001 | 2011 | 2021 |
| -------------- | ---- | ---- | ---- | ---- | ---- | ---- | ---- | ---- | ---- | ---- | ---- | ---- | ---- | ---- | ---- |
| Počet obyvatel | 244  | 243  | 284  | 326  | 308  | 299  | 393  | 393  | 379  | 404  | 447  | 438  | 478  | 592  | 669  |
| Počet domů     | 33   | 35   | 39   | 39   | 39   | 41   | 72   | 104  | 99   | 107  | 118  | 151  | 158  | 189  | 214  |

Vývoj počtu obyvatel

## Pamětihodnosti
- Kaple svaté Anny
- Boží muka

## Galerie

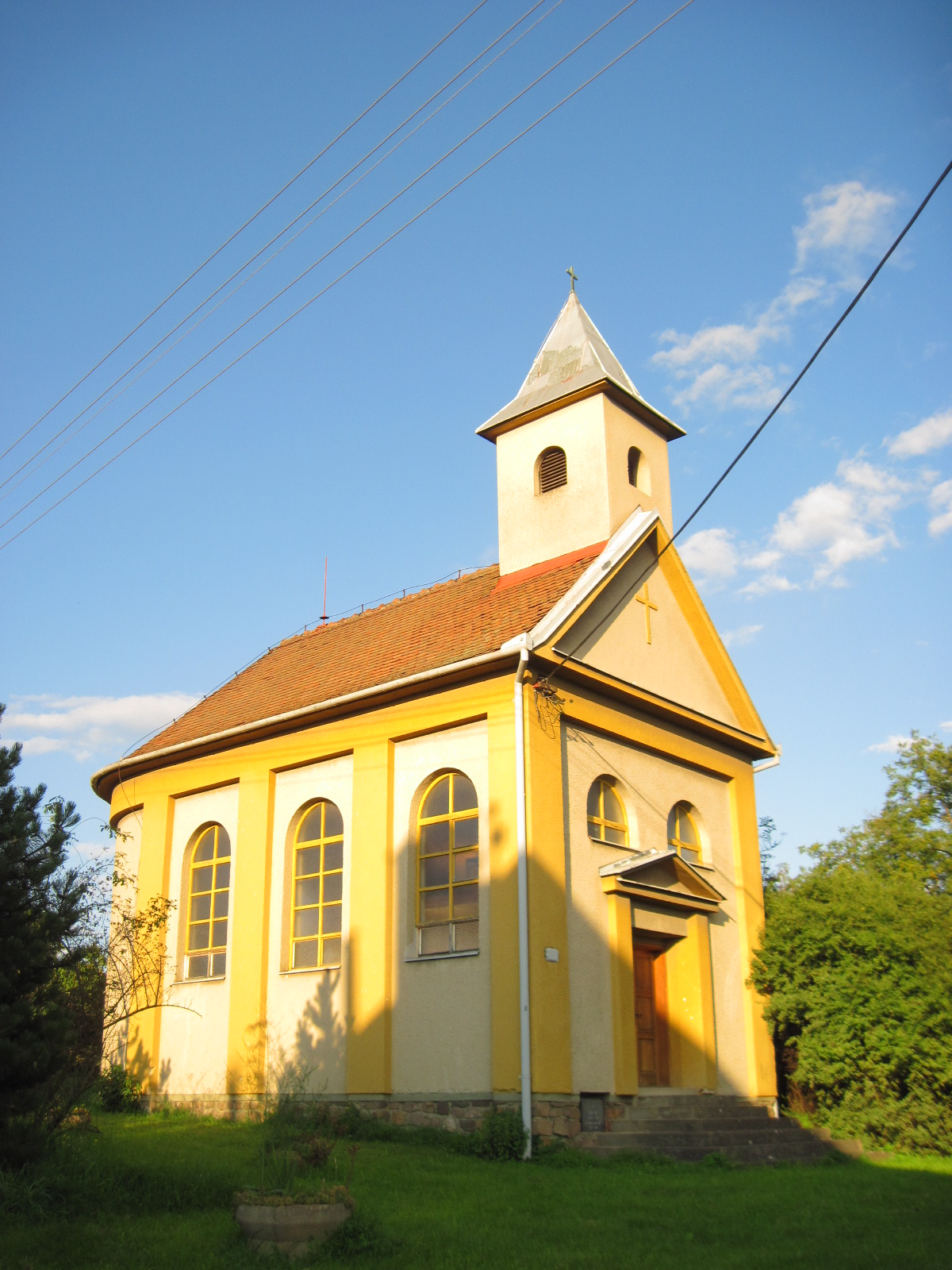
Kaple svaté Anny
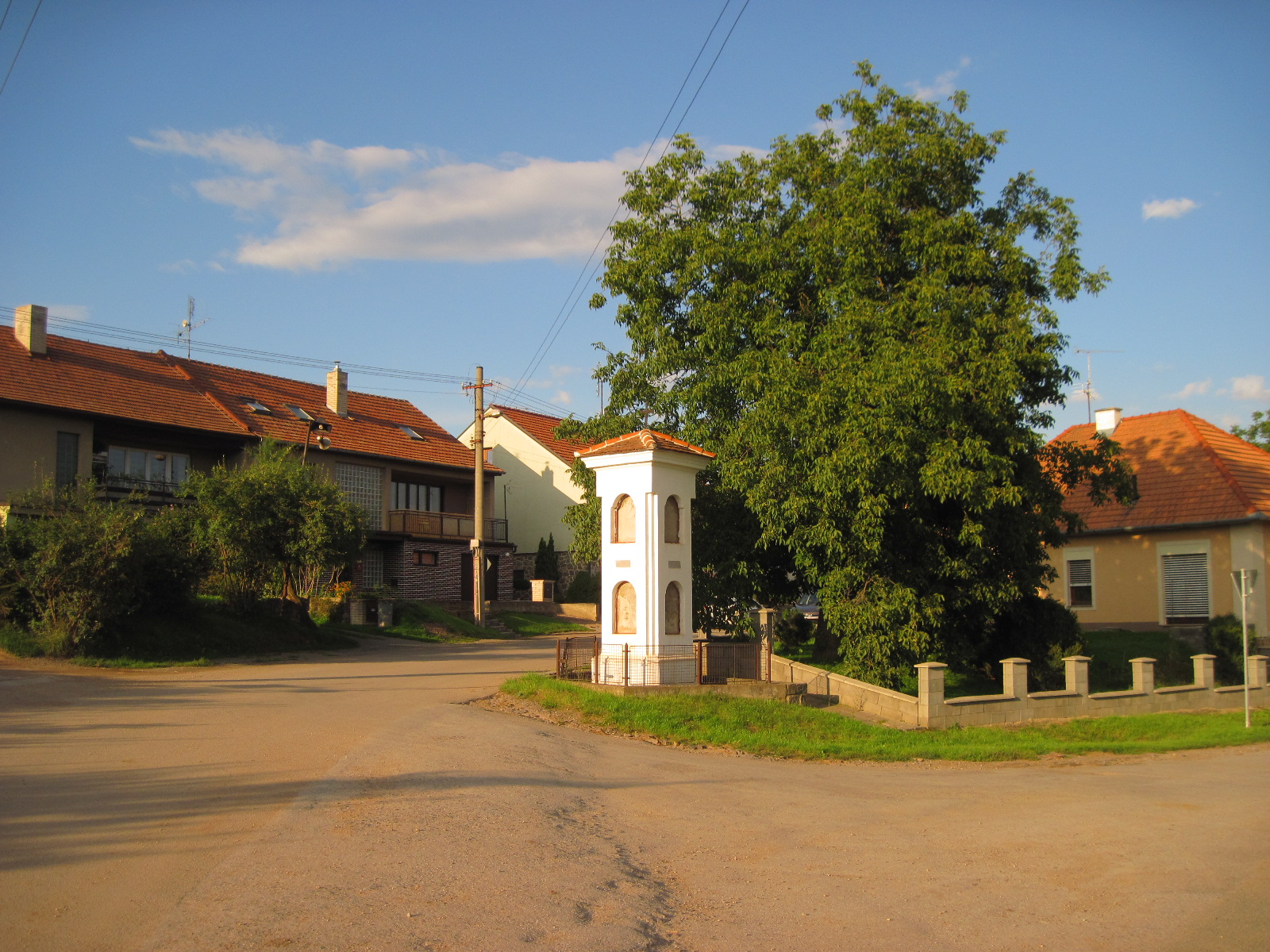
Boží muka
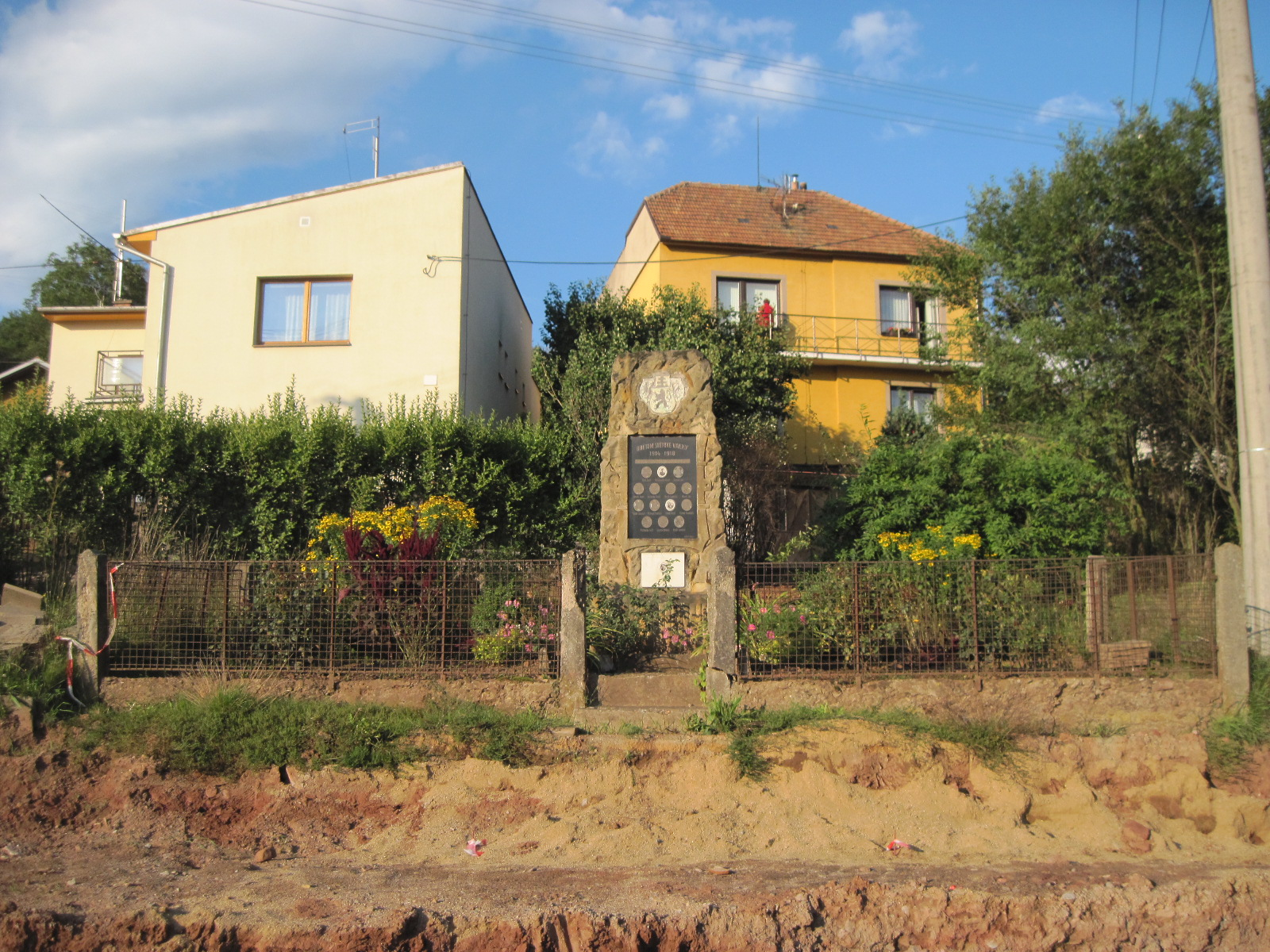
Pomník padlým
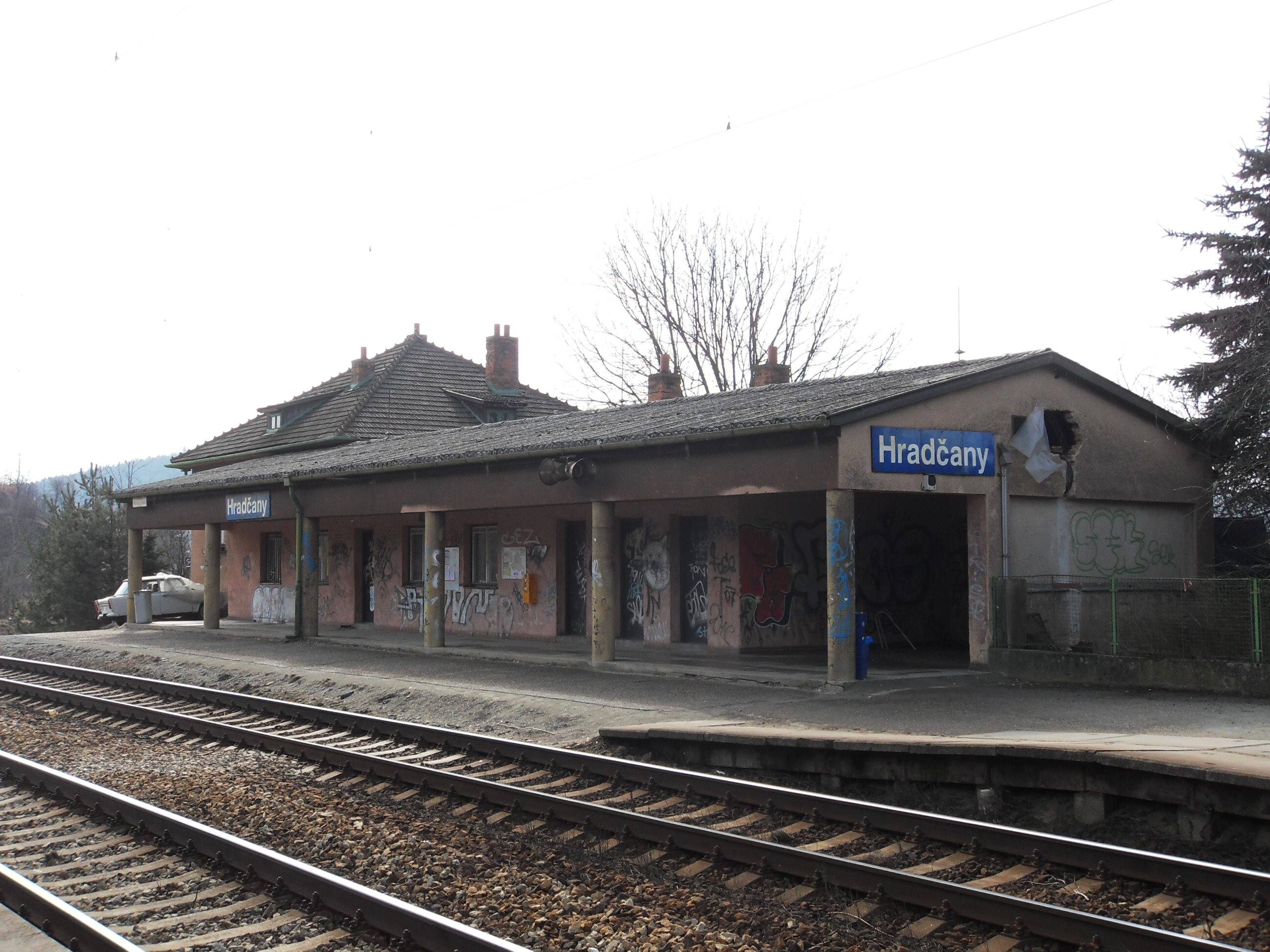
Železniční zastávka